# Gisela Eichbaum
Olga Fanny Gisela Eichbaum, geboren als Gisela Bruch (* 5. Juni 1920 in Mannheim; † 1996 in São Paulo), war eine deutschbrasilianische Malerin und Zeichnerin.

## Leben und Werk
Im September 1935 emigrierte Gisela Bruch mit ihrem Vater, dem Musiker Hans Bruch, nach Brasilien. 1948 heiratete sie den aus Prag über Großbritannien 1940 nach Brasilien emigrierten Arzt und Forscher Franz Eichbaum (1906–1980), sie hatten zwei Kinder. Sie studierte Musik und bei Yolanda Mohalyi, Samson Flexor und Karl Plattner Kunst. Sie gehörte zum Atelier-Abstração und besuchte in New York die School of Modern Art. 
Eichbaum schuf überwiegend Stadtlandschaften, Figurenbilder und Stillleben, ab den 1960er Jahren kamen informelle Kunstwerke hinzu. Dabei arbeitete sie in Öl, Gouache und Mischtechnik. Ihre Werke wurden in Einzelausstellungen und über 30 Gruppenausstellungen gezeigt.
Werke von Gisela Eichbaum befinden sich im Museu de Arte Moderna de São Paulo und 20 Gouachen in der Pinacoteca do Estado de São Paulo.

## Einzelausstellungen (Auswahl)
- 1956: MAM, São Paulo
- 1958: Galeria de Arte das Folhas, São Paulo
- 1960: Galeria São Luís, São Paulo
- 1963: Galeria São Luís, São Paulo
- 1965: MAM, Rio de Janeiro
- 1966: Galeria São Luís, São Paulo
- 1969: Galeria Astréia, São Paulo
- 1970: Brazilian-American Cultural Institute, Washington, D.C.
- 1971: Brazilian American Cultural Institute, Washington
- 1971: American University – Collier Room, Washington
- 1976: The Unicorn Gallery, Bloomington
- 1976: Main Library, Bloomington
- 1979: Ibero Club, Bonn
- 1983: Brazilian American Cultural Institute, Washington
- 1986: Galeria Documenta, São Paulo
- 1986: Museu de Arte de São Paulo (MASP), São Paulo
- 1989: Galeria de Arte Paulo Vasconcellos, São Paulo
- 1994: Galeria de Arte Paulo Vasconcellos, São Paulo
- 1994: Galeria Documenta, São Paulo
- 1995: Casa das Artes Galeria, São Paulo
- 1999: Pinacoteca Benedicto Calixto,  Santos
- 2004: Zentralbank von Brasilien, São Paulo
- 2005: Jacarandá Studio, São Paulo
- 2013: Gisela Eichbaum – Canções sem Palavras, Galeria Berenice Arvani, São Paulo

## Gruppenausstellungen (Auswahl)
- 1965: 8ª Bienal Internacional de São Paulo
- 1967: 9ª Bienal Internacional de São Paulo

## Auszeichnungen
- 1953: Honorable Mention, I August Show, São Paulo
- 1954: Acquisition Prize, III São Paulo Show of Modern Art, São Paulo
- 1962: Silver Medal (drawing), XI São Paulo Show of Modern Art, São Paulo
- 1962: 2. Preis (Zeichnung), Prêmio Leirner de Arte Moderna, São Paulo
- 1962: Gold Medal (drawing), XIX Paraná Fine Arts Show, Curitiba
- 1962: Acquisition Prize, Curitiba Art Show, Curitiba
- 1974: Special Mention, V Mostra de Arte Moderna de São Paulo, São Paulo
- 1983: Desenhista do Ano, Associação dos Críticos de Arte de São Paulo (APCA), São Paulo („Zeichnerin des Jahres“)
- 1994: Desenhista do Ano, Associação dos Críticos de Arte de São Paulo (APCA), São Paulo („Zeichnerin des Jahres“)